# Neoempheria signifera
Neoempheria signifera är en tvåvingeart som beskrevs av Frederick Askew Skuse 1890. Neoempheria signifera ingår i släktet Neoempheria och familjen svampmyggor. Inga underarter finns listade i Catalogue of Life.